# NVM Express
Az NVM Express (NVMe) a Non-Volatile Memory Host Controller Interface Specification (NVMHCIS) rövidítése, magyarul nem felejtő memória gazda interfész specifikáció egy nyílt, logikai eszköz interfész specifikáció a számítógép nem felejtő adathordozóinak eléréséhez, amelyeket általában a PCI Express buszon keresztül csatlakoztatnak. A kezdeti NVM a nem felejtő memóriát jelöli, amely gyakran NAND flash memória, amely többféle fizikai formában is elérhető, beleértve a szilárdtestalapú meghajtókat (SSD), a PCIe bővítőkártyákat és az M.2 kártyákat, az mSATA kártyák utódját. Az NVM Express logikai eszköz interfészként úgy lett kialakítva, hogy kihasználja a félvezető alapú tárolóeszközök alacsony késleltetését és belső párhuzamosságát.
Kialakítási szempontból az NVMe áramköreit az NVMe vezérlő chip tartalmazza, amely a tárolóeszközzel, általában egy SSD-vel van egybeépítve. Az NVMe verzióváltoztatásai, például az 1.3-ról 1.4-re, az adathordozón belülre kerültek, és nem érintik a PCIe-kompatibilis összetevőket, például az alaplapokat és a CPU-kat. 
Kialakítása révén az NVM Express lehetővé teszi a gazdagép hardverének és szoftverének, hogy teljes mértékben kiaknázzák a modern SSD-kben lehetséges párhuzamosság szintjét. Ennek eredményeként az NVM Express csökkenti az I/O (ki-bemeneti) többletterhelést, és különféle teljesítményjavulásokat hoz a korábbi logikai eszköz interfészekhez képest, beleértve a több hosszú parancssort és a csökkentett késleltetést. A korábbi interfészprotokollokat, például az AHCI-t a sokkal lassabb merevlemez-meghajtókhoz (HDD) fejlesztették ki, ahol a kérés és az adatátvitel között nagyon hosszú a késleltetés (a CPU-műveletekhez képest), és ahol az átvitelt sebesség sokkal kisebb, mint a RAM sebessége, és ahol a lemezforgatás és a keresési idő sokszorosa a modern SSDknek.
Az NVM Express eszközök főként szabványos méretű PCI Express bővítőkártyák  és 2,5 hüvelykes méretű eszközök formájában állnak rendelkezésre, amelyek négysávos PCI Express interfészt biztosítanak az U.2 csatlakozón keresztül (korábbi nevén SFF-8639). Az NVMe népszerű felhasználási módjai a SATA Express-t és az M.2 specifikációt használó tárolóeszközök, ezek a kiszolgálók, asztali számítógépek és laptopok jellemző szilárdtest alapú tárolói ma már.  

## Verziótörténet
Az NVMe eddig kiadott specifikációi a következők:
- 1.0e (2013. január)
- 1.1b (2014. július)
- 1.2 (2014. november)
  - 1.2a (2015. október)
  - 1.2b (2016. június)
  - 1.2.1 (2016. június)
- 1.3 (2017. május)
  - 1.3a (2017. október)
  - 1.3b (2018. május)
  - 1.3c (2018. május)
  - 1.3d (2019. március)
- 1.4 (2019. június)
  - 1.4a (2020. március)
  - 1.4b (2020. szeptember)
  - 1.4c (2021. június)
- 2.0 (2021. május) [9]
  - 2.0a (2021. július)
  - 2.0b (2022. január)
  - 2.0c (2022. október)
  - 2.0d (2024. január) [10]

## Összehasonlítás az AHCI-val
Az Advanced Host Controller Interface (AHCI) előnye a széles körű szoftverkompatibilitás, de hátránya, hogy nem nyújt optimális teljesítményt a PCI Express buszon keresztül csatlakoztatott SSD-kkel. Az AHCI logikai eszköz interfészt akkor fejlesztették ki, amikor a rendszerben a gazdabusz-adapter (HBA) célja még az volt, hogy összekapcsolja a CPU/memória alrendszert egy sokkal lassabb, forgó, mágneses adathordozó alapu tárolóalrendszerrel. Ennek eredményeként az AHCI nem elég hatékony, ha SSD-eszközökkel használják, amelyek sokkal inkább RAM-ként viselkednek (kis késleltetés), szemben a forgó adathordozókkal.

## Szoftveres támogatás
QEMU
A QEMU támogatja az NVMe-t az 1.6-os verzió 2013. augusztus 15-i kiadása óta. NVMe eszközök a QEMU vendégrendszerei számára lehetnek valódiak vagy emuláltak.
UEFI
A UEFI-hez elérhető egy nyílt forráskódú NVMe illesztőprogram a SourceForge webhelyen.

## Menedzsment eszközök

### nvmecontrol
Az nvmecontrol NVMe eszközök vezérlésére szolgál a FreeBSD parancssorából, ami a FreeBSD 9.2-óta érhető el.

### nvme-cli
Az nvme-cli az NVM-Express felhasználói eszköze Linuxhoz.

## Fordítás
Ez a szócikk részben vagy egészben  a   NVM Express című angol Wikipédia-szócikk ezen változatának fordításán alapul.  Az eredeti cikk szerkesztőit annak laptörténete sorolja fel. Ez a jelzés csupán a megfogalmazás eredetét és a szerzői jogokat jelzi, nem szolgál a cikkben szereplő információk forrásmegjelöléseként.